# Misaki Doi
Misaki Doi (født 29. april 1991) er en japansk tennisspiller.
Hun repræsenterede Japan under Sommer-OL 2016 i Rio de Janeiro, hvor hun blev slået ud i anden runde i single.